# Battaglia di Jallais
La battaglia di Jallais è stata una battaglia della prima guerra di Vandea combattuta il 13 marzo 1793 a Jallais.

## La battaglia
Dopo avere toccato il Pays de Retz, l'insurrezione scoppiò nell'Angiò il 12 marzo 1793. Decisi ad opporsi all'applicazione della legge dei 300 000 uomini, 600 contadini si riunirono a Saint-Florent-le-Vieil. Messe in allarme, le autorità inviarono un contingente di 150 gendarmi e guardie nazionali accompagnati da un cannone per disperdere gli insorti. Ma l'operazione degenerò. Di fronte agli insorti, le guardie nazionali aprirono il fuoco, uccidendo e ferendo decine di persone. Ma le forze repubblicane erano troppo irrisorie, i contadini uccisero quattro uomini e ne catturarono molti altri, mentre il resto prese la fuga.
Il giorno dopo 300 a 400 contadini che nel frattempo avevano eletto come loro comandante, Jacques Cathelineau, si misero in marcia su Jallais. Arrivati dinanzi alla città, si lanciarono all'attacco del castello, preceduti dai prigionieri di Saint-Florent che erano stati messi in prima fila per evitare che i repubblicani aprissero il fuoco. I difensori provarono a sparare cannonate in modo che superassero la prima linea dei prigionieri, ma riuscirono a sparare sono una palla di cannone perché i vandeani erano arrivati già nel castello e dopo appena dieci minuti, lo conquistarono, catturando quasi tutti i repubblicani presenti e conquistando il loro primo cannone.